# دانيال ألونسو
دانيال ألونسو (بالإسبانية: Daniel Alonso)‏ هو لاعب كرة قدم أوروغواياني، ولد في 18 أبريل 1956 في مونتيفيديو في الأوروغواي. شارك مع منتخب الأوروغواي لكرة القدم. أما مع النوادي، فقد لعب مع نادي إشبيلية ونادي كاستييون ونادي ليفربول.

## وصلات خارجية
- دانيال ألونسو على موقع ناشيونال فوتبول تيمز (الإنجليزية)